# 瑞芳龍巖宮
瑞芳龍巖宮，俗稱瑞芳祖師廟。位於台灣新北市瑞芳區明燈路三段152號（因道路整編故由龍川里一坑路30號改為現址），草創於1926年，1957年建立大廟，主奉閩南安溪高僧清水祖師。每年農曆正月初六是清水祖師的誕辰，龍巖宮舉行消災祈福法會。另五月初六是清水祖師得道日，龍巖宮有廟會遶境活動，是瑞芳的盛事。
也與艋舺祖師廟、三峽祖師廟、淡水祖師廟，稱為「大臺北四大祖師廟」。

## 祀神

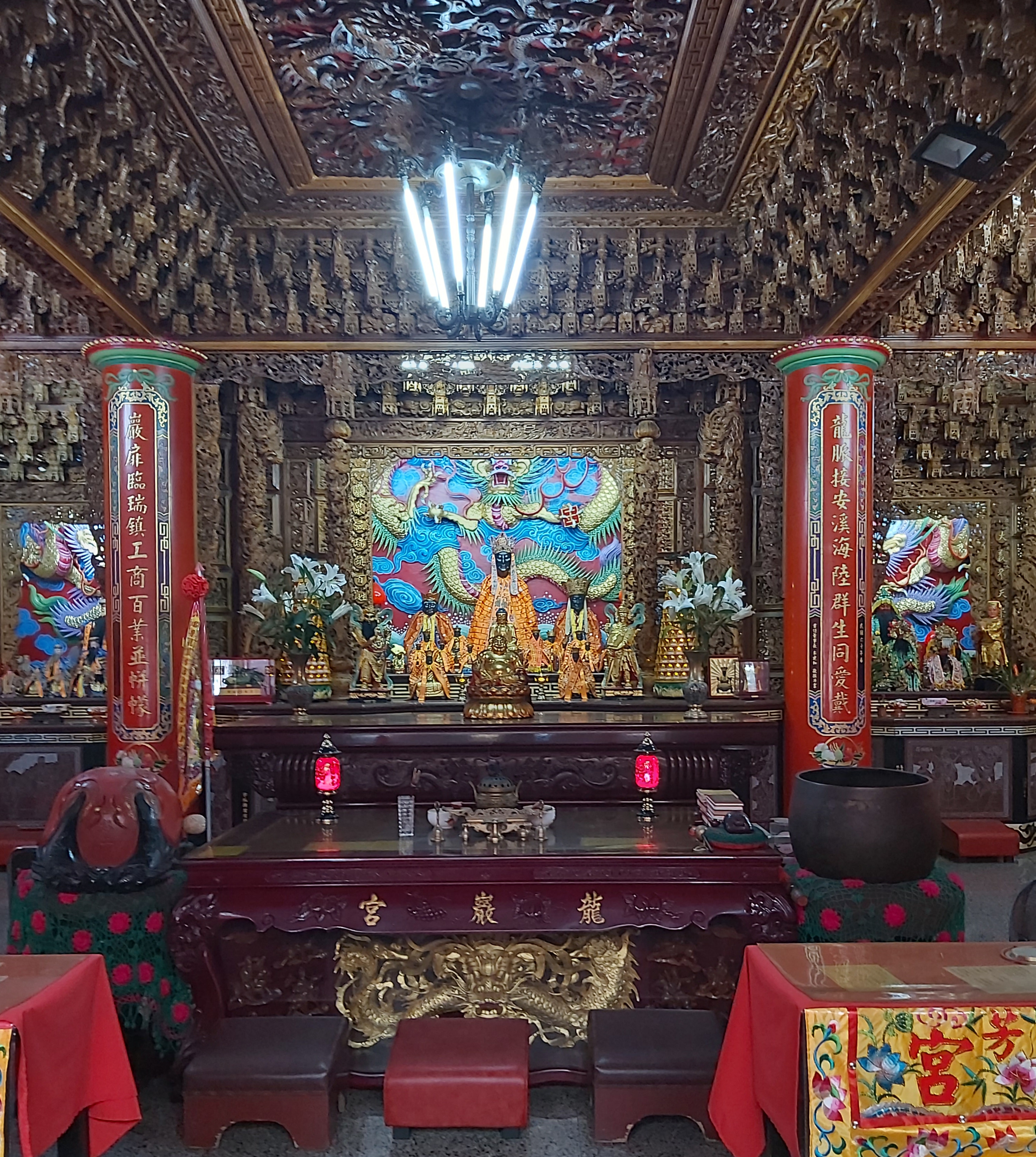
正殿清水祖師

龍巖宮佛道兼容，除了主神清水祖師之外，陪祀有佛教的觀音菩薩、地藏菩薩、伽藍菩薩、韋馱菩薩，與道教的天上聖母、關聖帝君、孚佑帝君、福德正神、田都元帥、太歲星君等神佛。

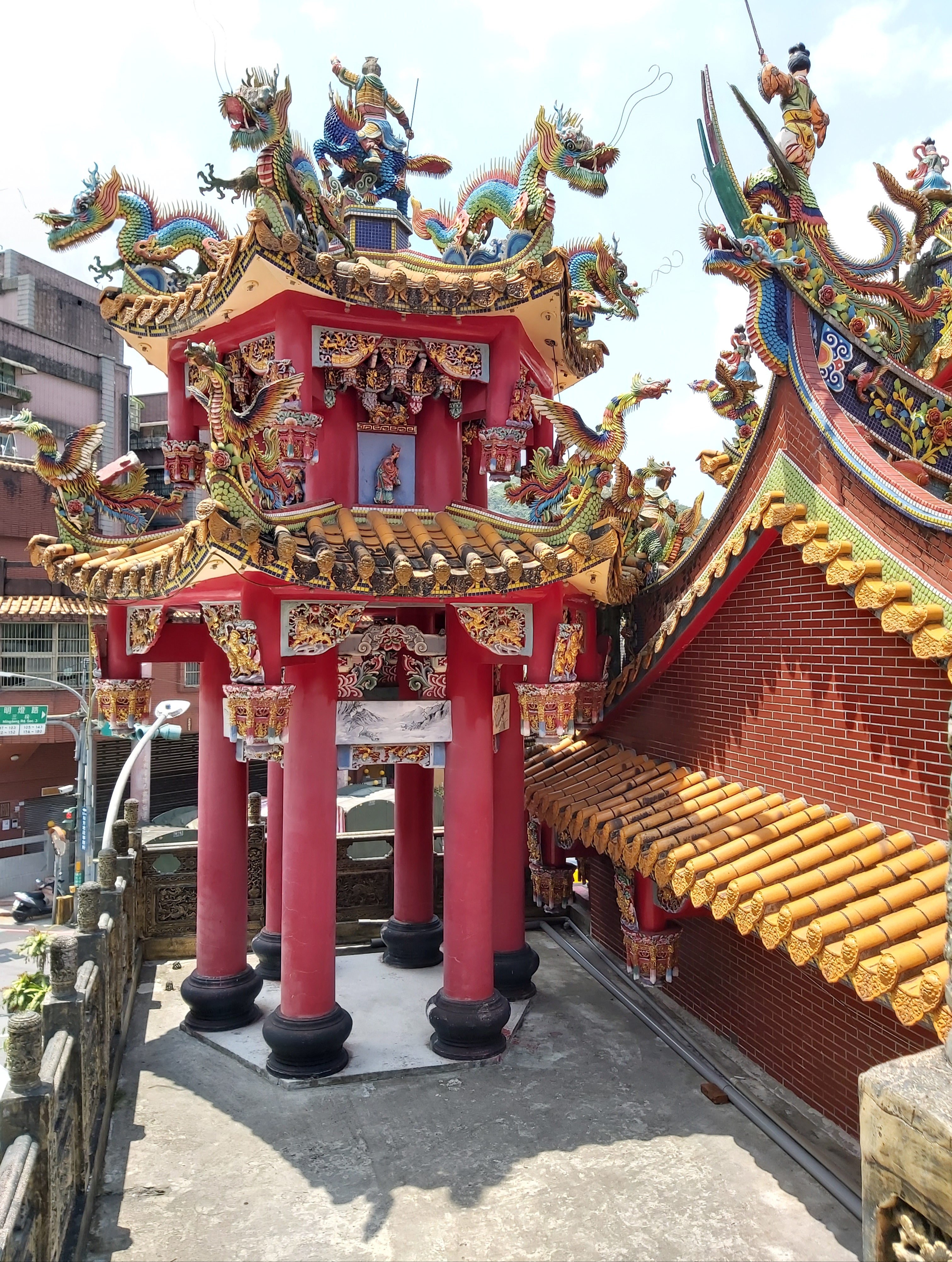
亭閣
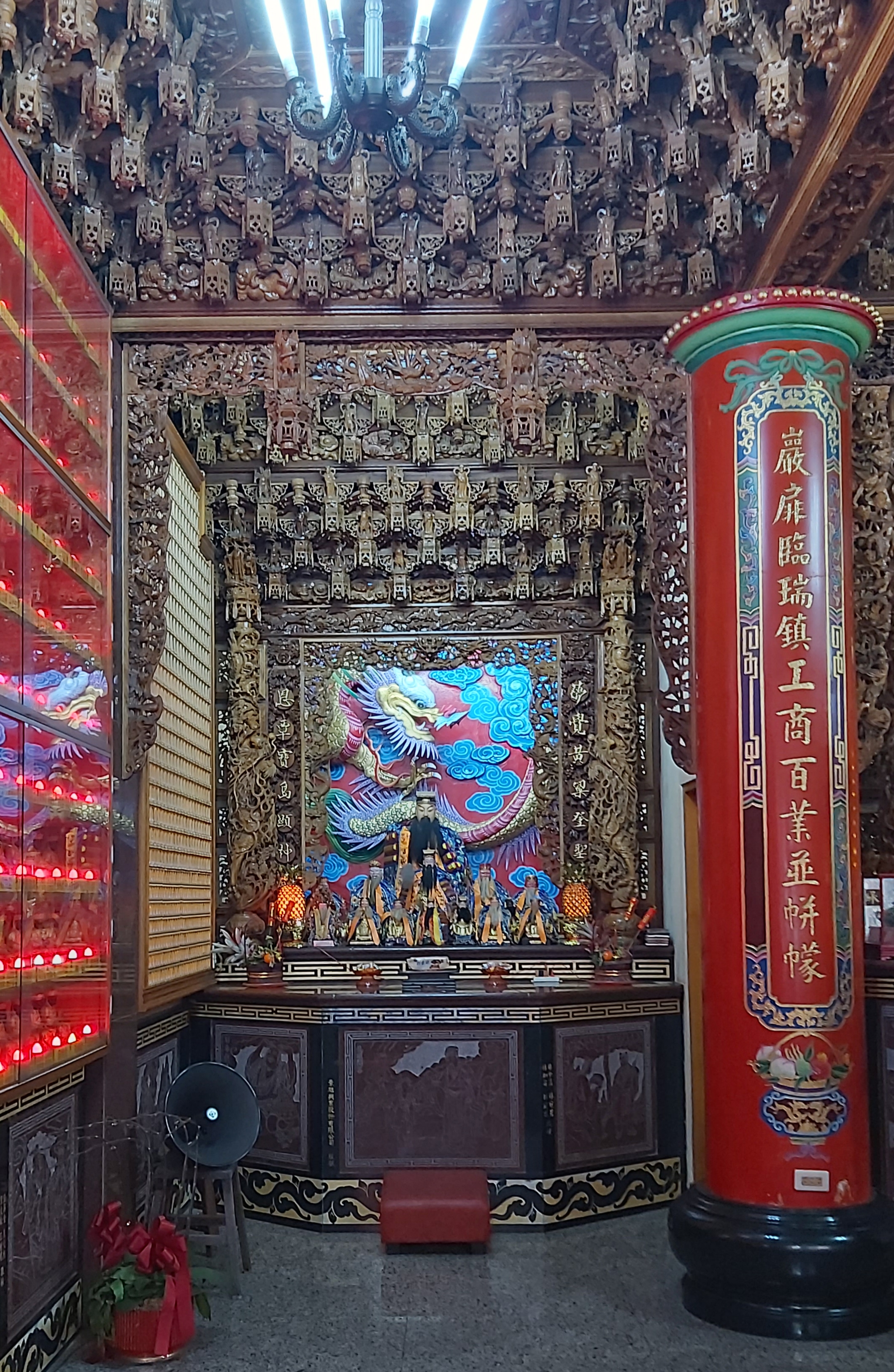
孚佑帝君
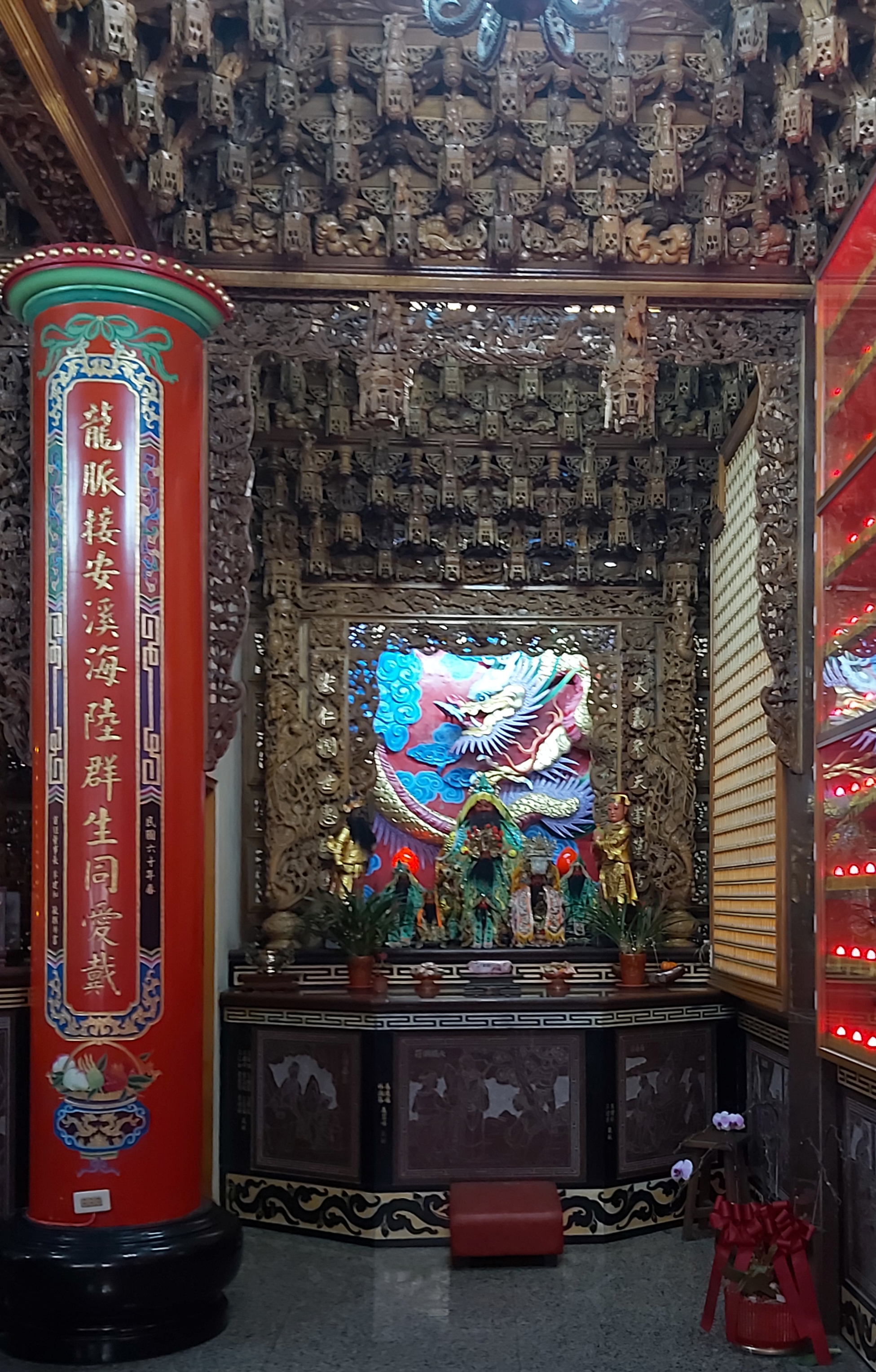
關聖帝君
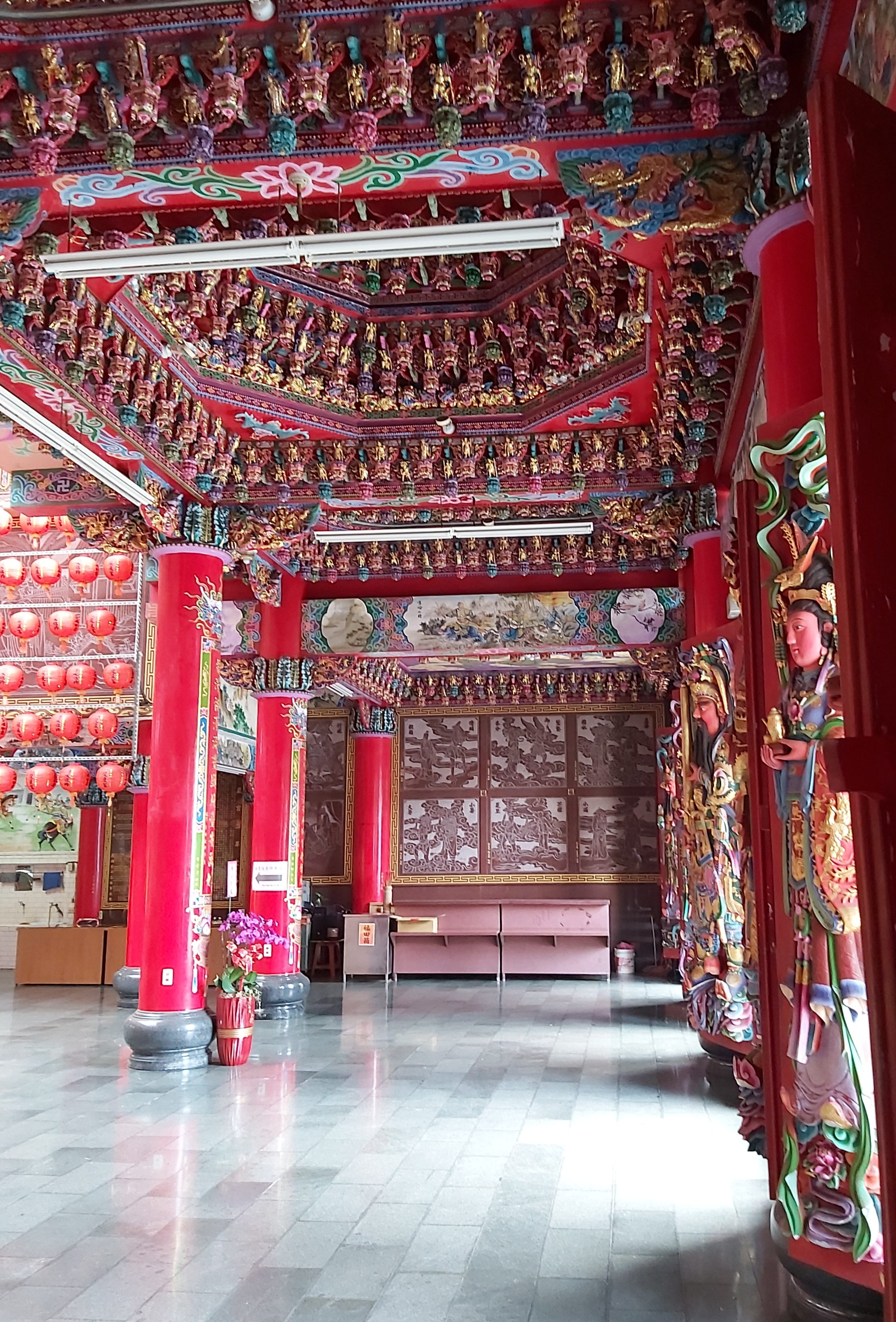
三川殿

## 簡史

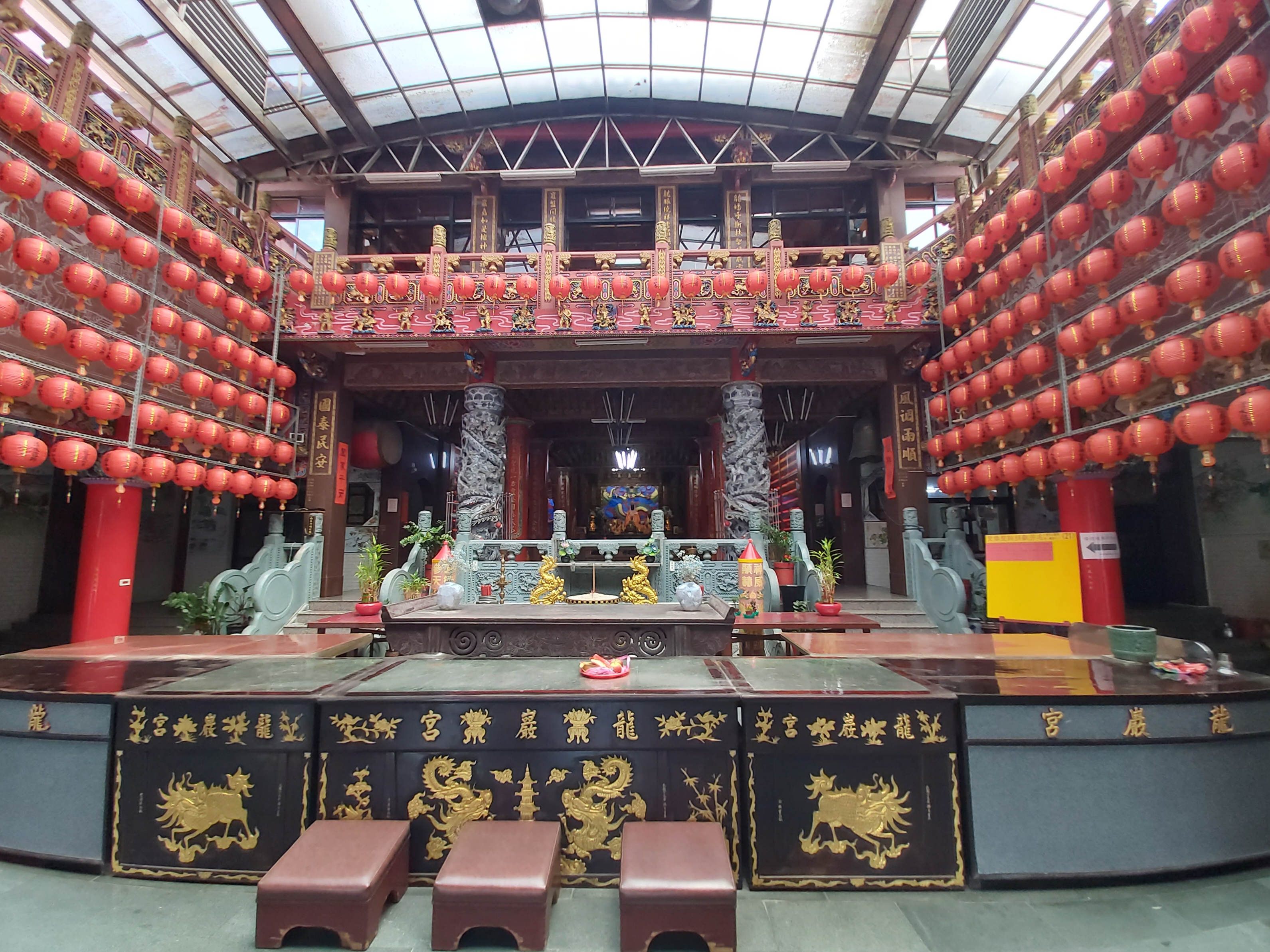
中庭

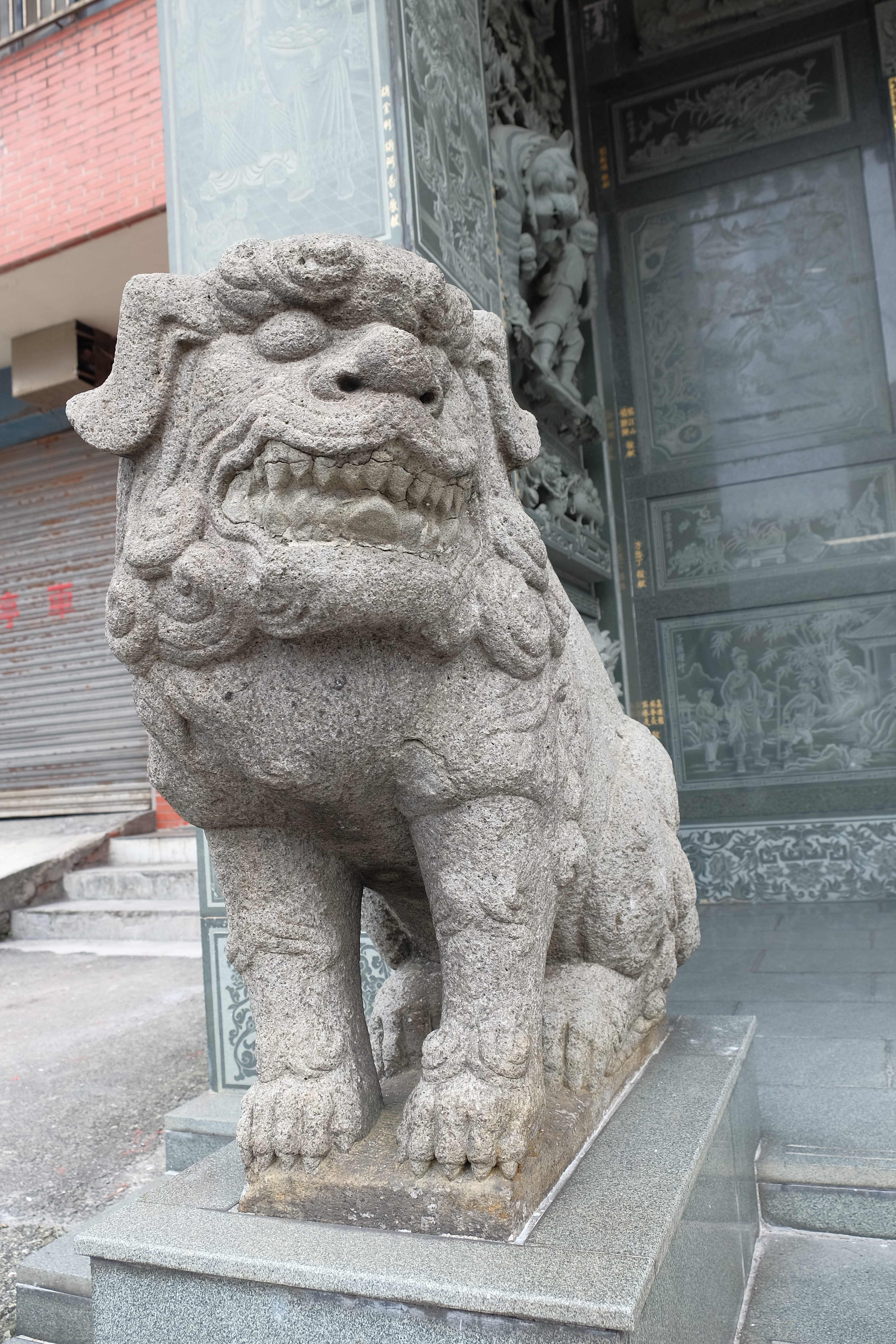
龍巖宮前原瑞芳神社吽形狛犬

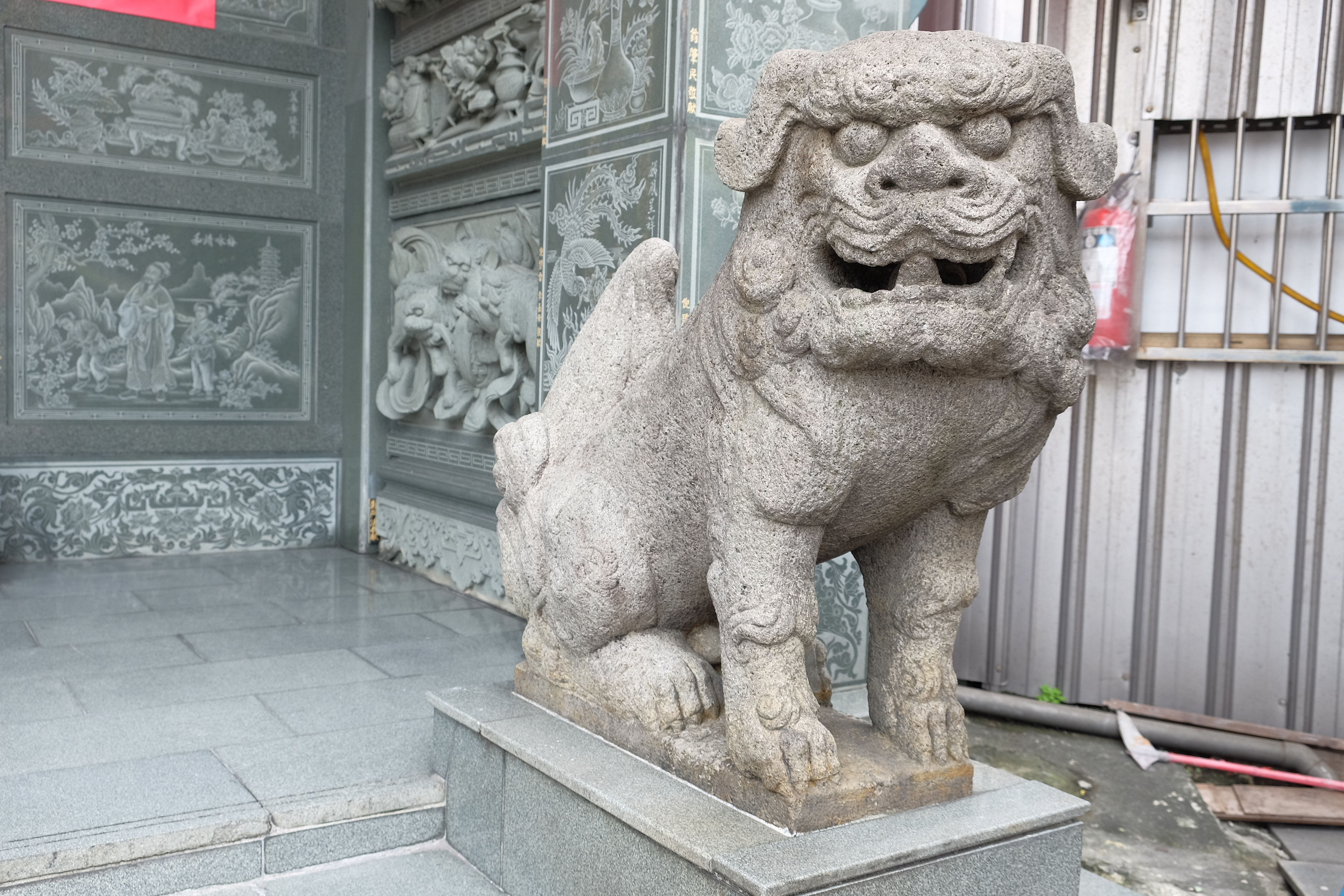
龍巖宮前原瑞芳神社阿形狛犬

瑞芳本多福建省泉州府安溪縣（今福建省泉州市安溪縣）移民，多敬原鄉神明，清水祖師更是其中之尤者。台灣日治時期昭和元年（1926年），瑞芳坑仔內廖金旺居士開設「淨化堂」供奉自家從安溪清水巖分靈而來的清水祖師，神靈顯赫，鄉里奔相走告，香火鼎盛。但因日治時代，官吏對民眾設廟有諸多限制，故仍是私壇形式。 
1948年宜蘭額頭山的佛教僧侶芳定法師，至瑞芳明燈路盧寶嬌女士家中，將其隱匿奉祀的釋迦佛、彌勒佛、觀音菩薩、地藏菩薩、韋馱菩薩、伽藍菩薩等諸佛菩薩聖像，在盧女士家安奉，消息一出，信眾遂多往參拜，絡繹不絕。

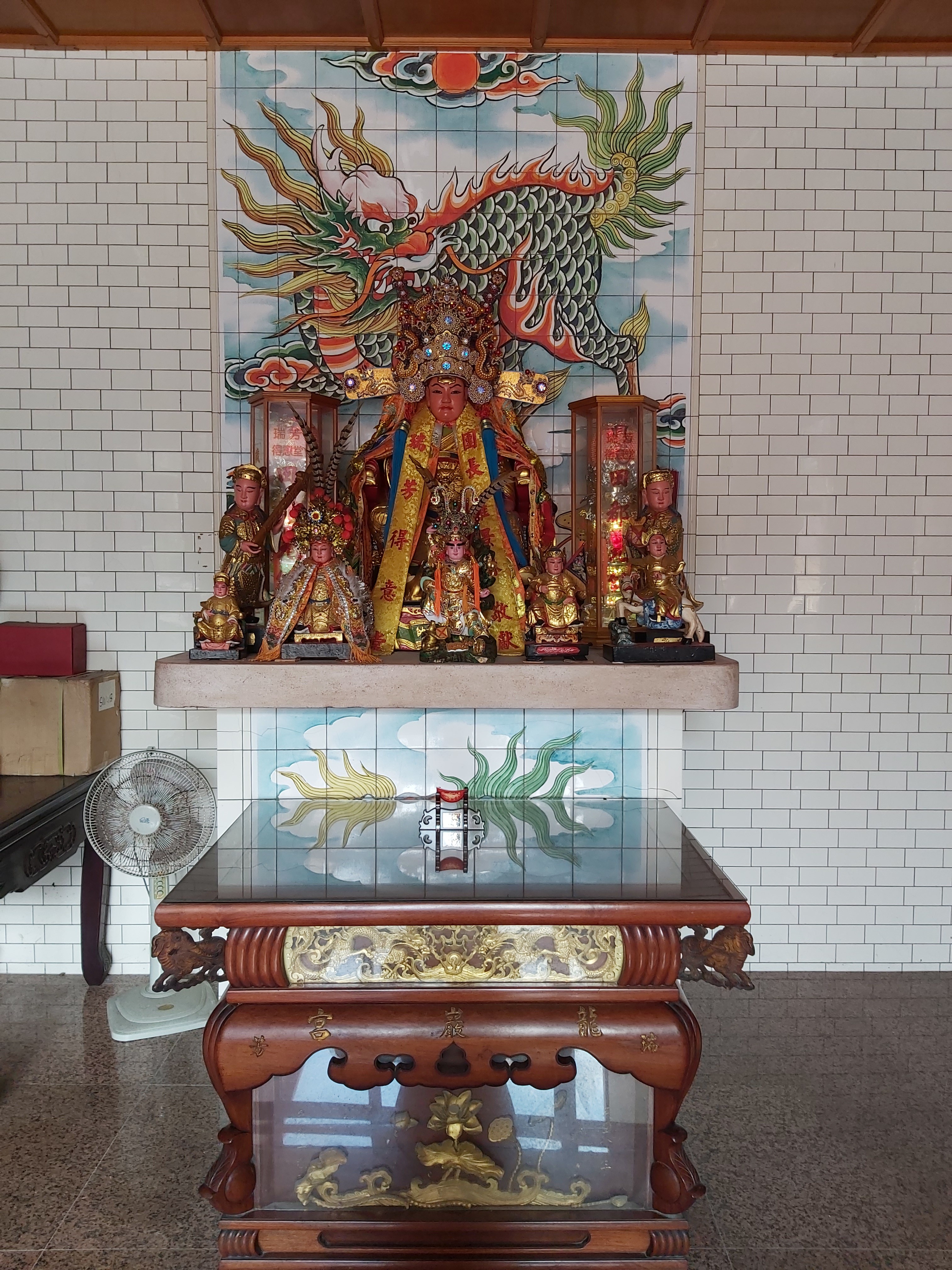
田都元帥
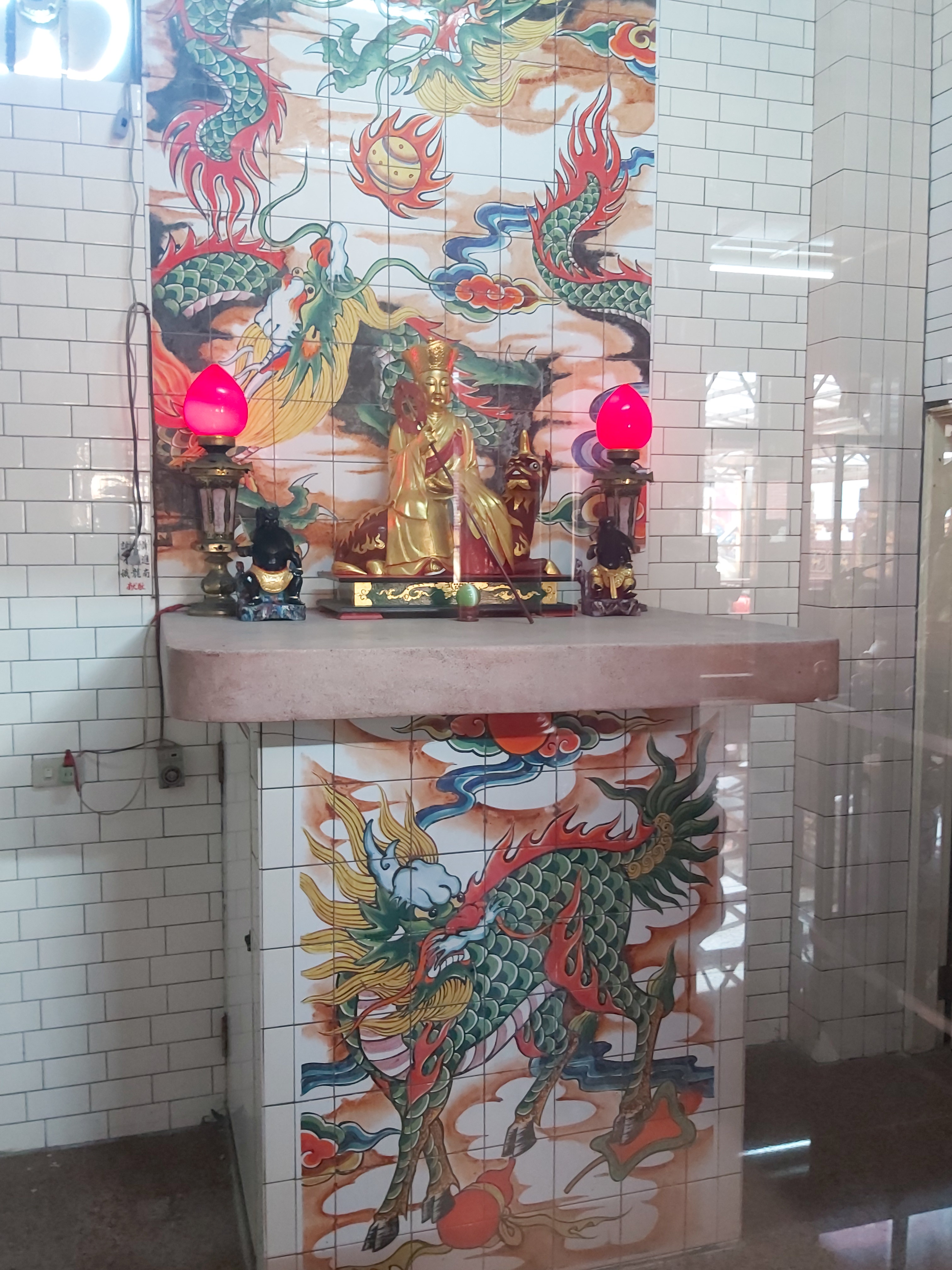
地藏王菩薩
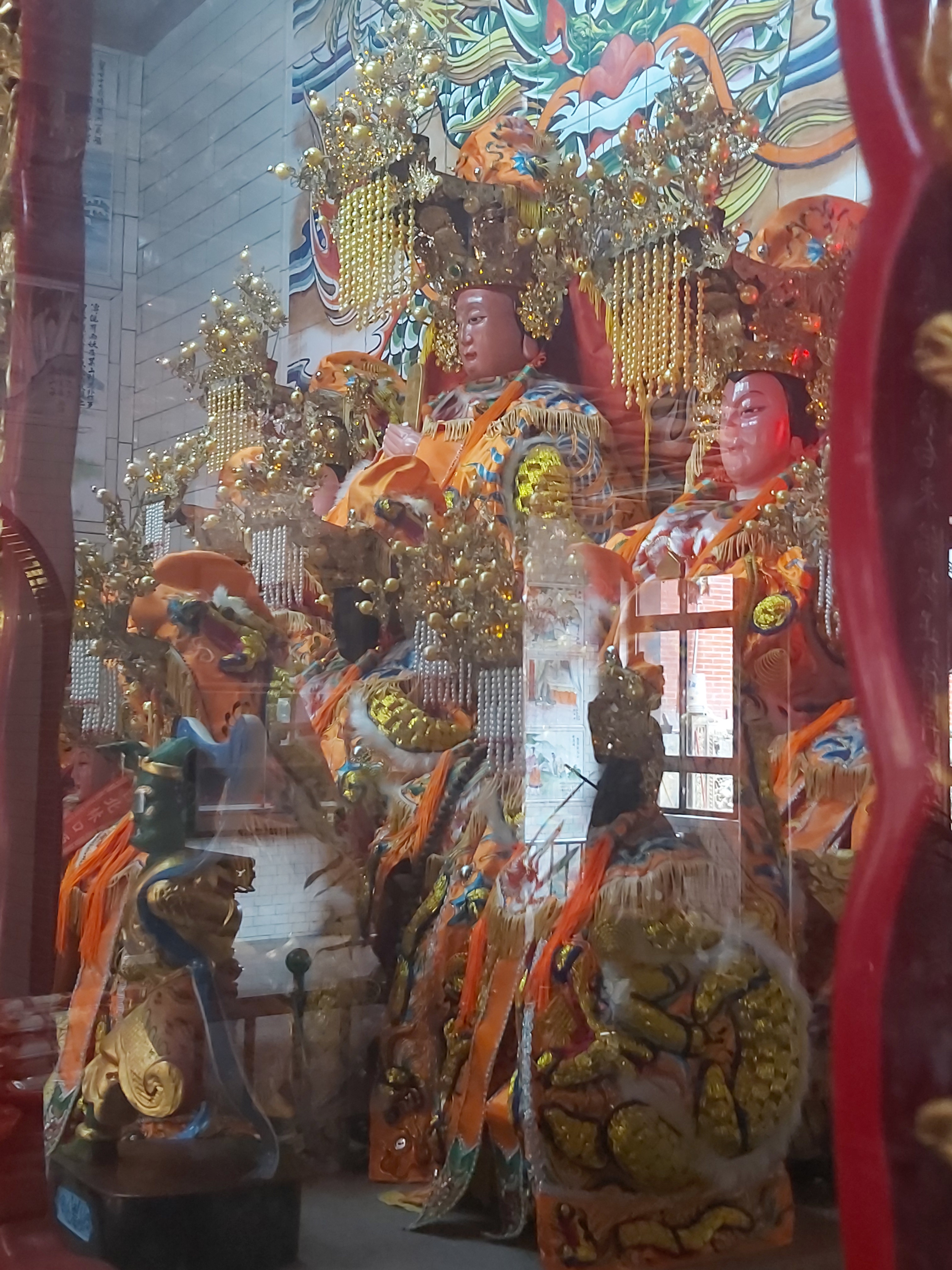
開基媽祖
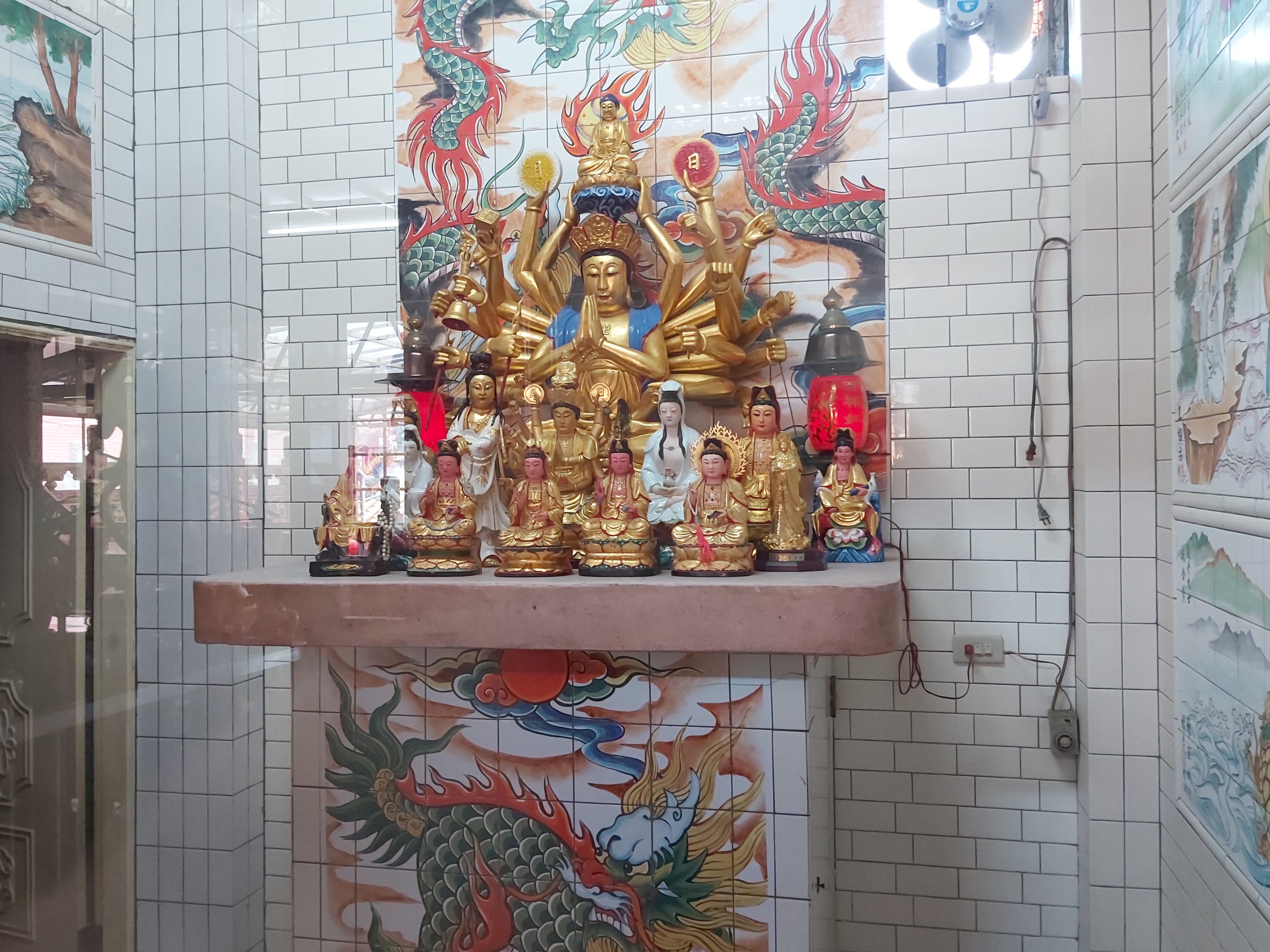
準提佛母
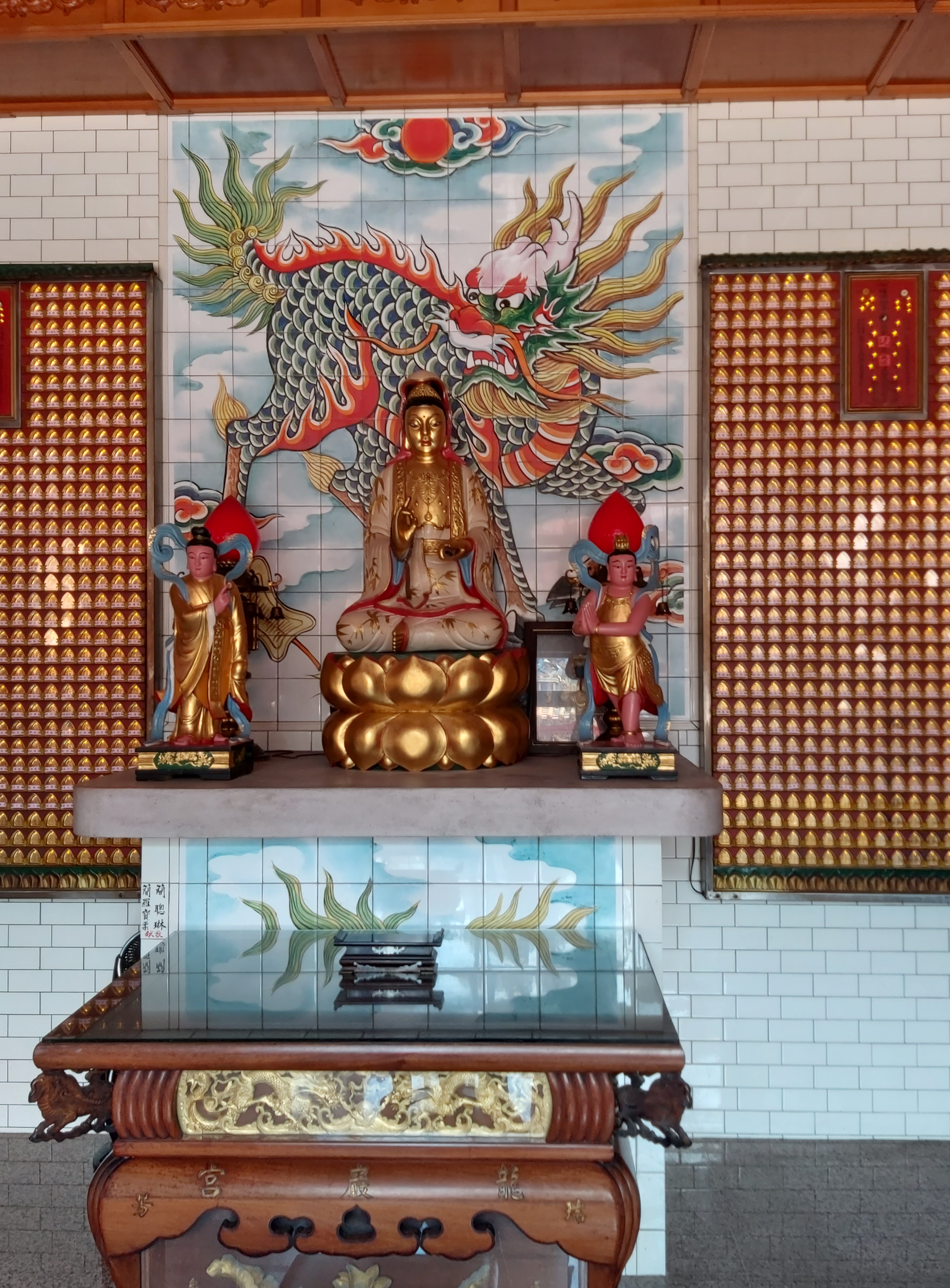
觀世音菩薩

1955年6月，經廖金旺、廖木輕、礦業鉅子臺灣省議員李建和等地方士紳會商，將廖家奉的清水祖師，盧家奉的諸佛菩薩合併，建大廟供奉，以安民心，李建和遂獻廟地760坪。並請瑞芳金山寺普禮法師任開山住持。
1957年9月，因信眾太多，無法容納，又重建前後兩落殿宇。
1997年10月，改建為二層式殿宇，全廟龍柱、石雕改採用中國大陸最質地實硬，紋路細緻的青斗石，至2000年2月竣工，廟貌美侖美奐，為地方所譽。

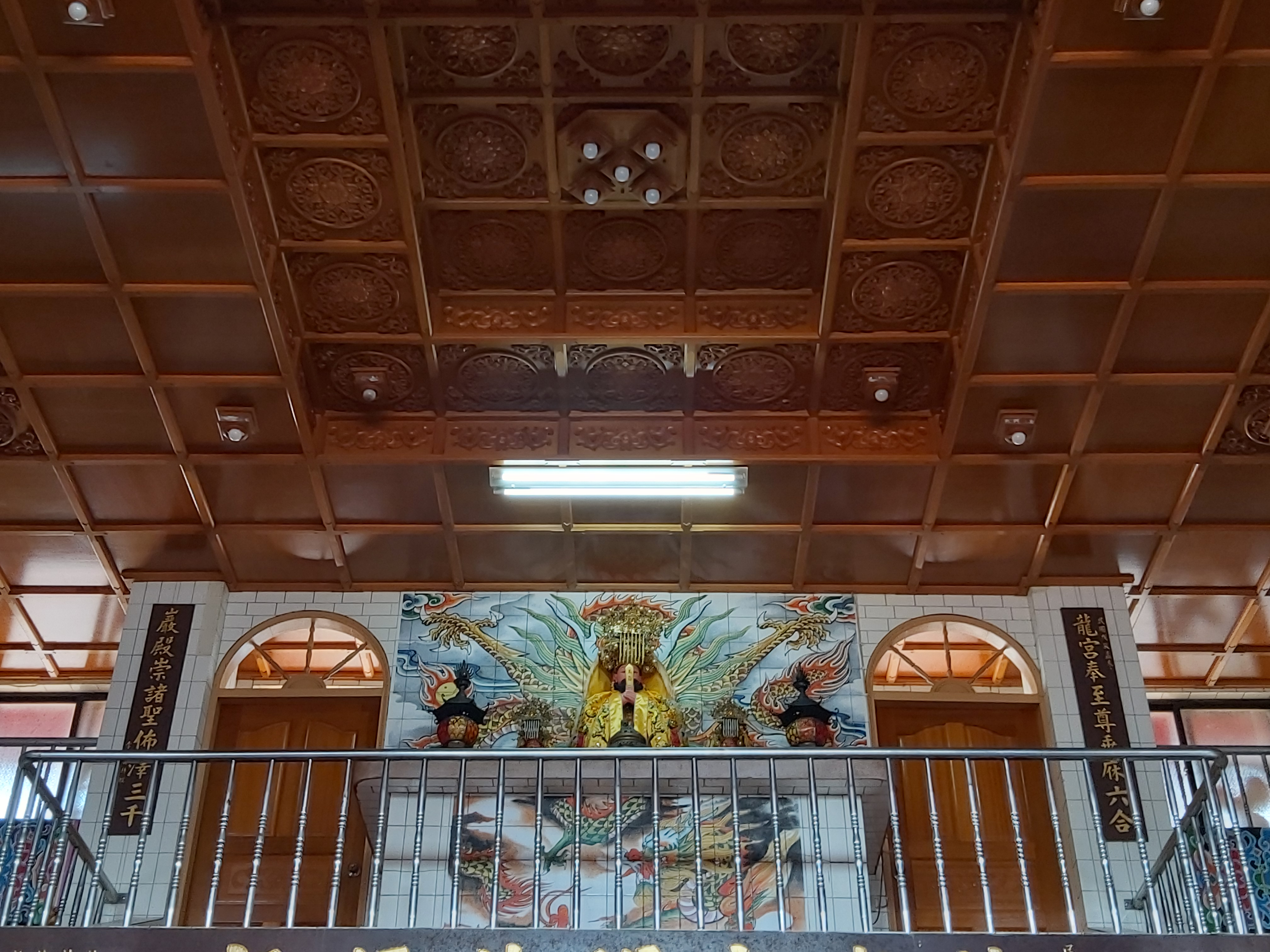
玉皇上帝
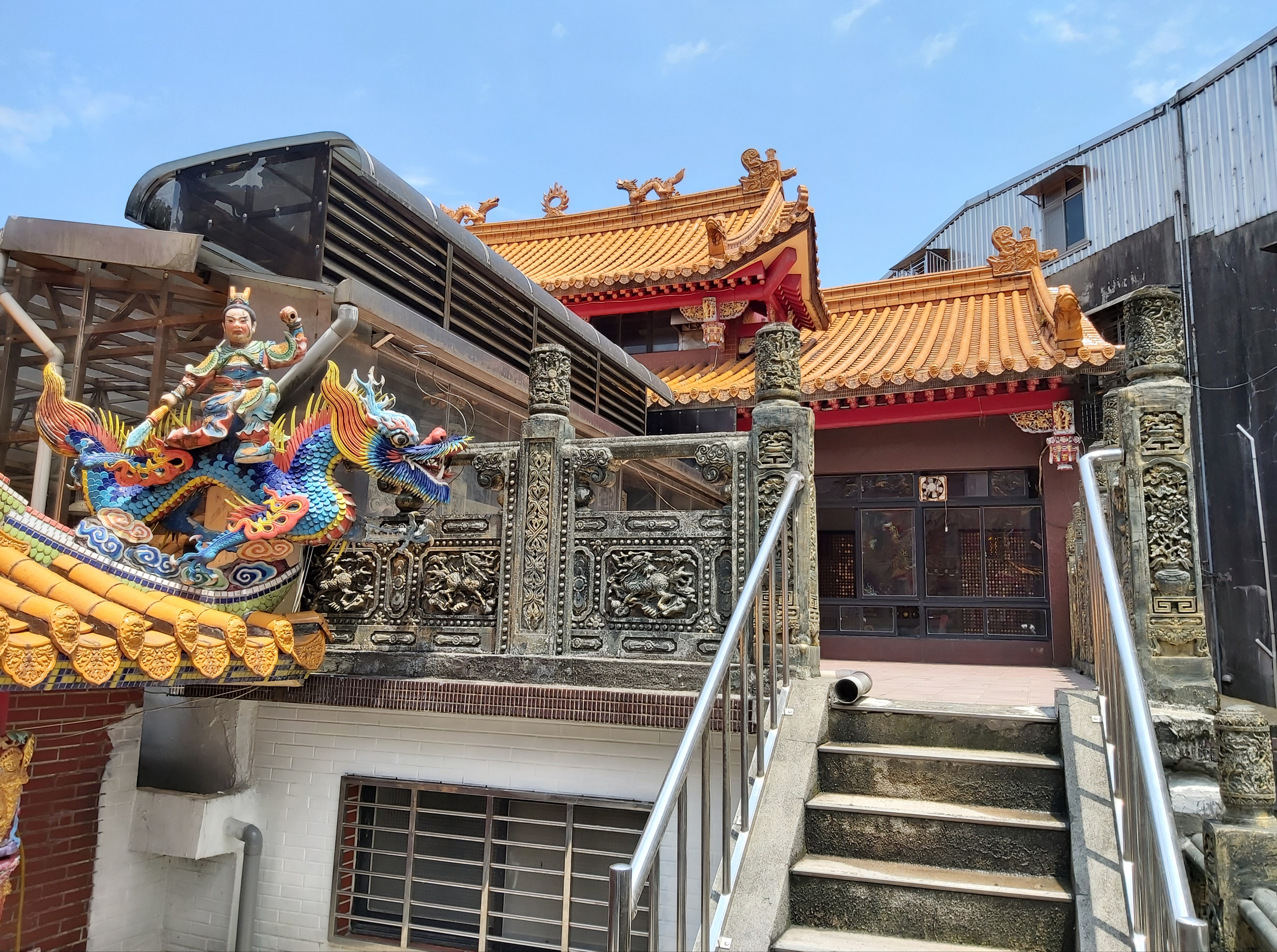
二樓神殿

## 大事記
- 1957年9月，動工建造前後兩落，廟名「龍巖宮」。聘請九份金山寺普禮法師（本名:江來發）為本宮第一任住持。

- 1962年加入中國佛教會團體會員，隸屬臺灣省基隆市佛教支會（今基隆佛教支會）。

- 1965年向臺北縣政府（今新北市政府）辦理寺廟登記。並設立董監事會。自此約30年間董事長經歷李建和、詹文通、李甘同三位先賢。本地礦界先輩洪天水先生，於廟前敬建「鳴鳳亭」（戲臺）。

- 1971年4月，首任住持普禮法師圓寂之後。住持一職即暫由在家女眾擔任。

- 1989年3月，迎請安溪清水巖清水祖師金尊安座。

- 1992年9月，依法召開信徒大會，廢除原設董事會，選出委員報准成立管理委員會，並制定本宮組織章程，楊慶豐先生當選首任主任委員，林文生先生當選副主任委員。11月，廟前土地二筆被政府徵收做「瑞芳10號道路」用地，補償費實際提存新臺幣1,237,624元。

- 1994年秋，北廂樓（原二層）拆除改建。

- 1995年5月，北廂樓（三層樓房）改建完成，並命名為「子平樓」，以紀念李建和（李建和省議員，字子平）畢生對本宮貢獻。

- 1996年，信徒大會中，李儒衛先生當選本管理委員會第二屆主任委員。

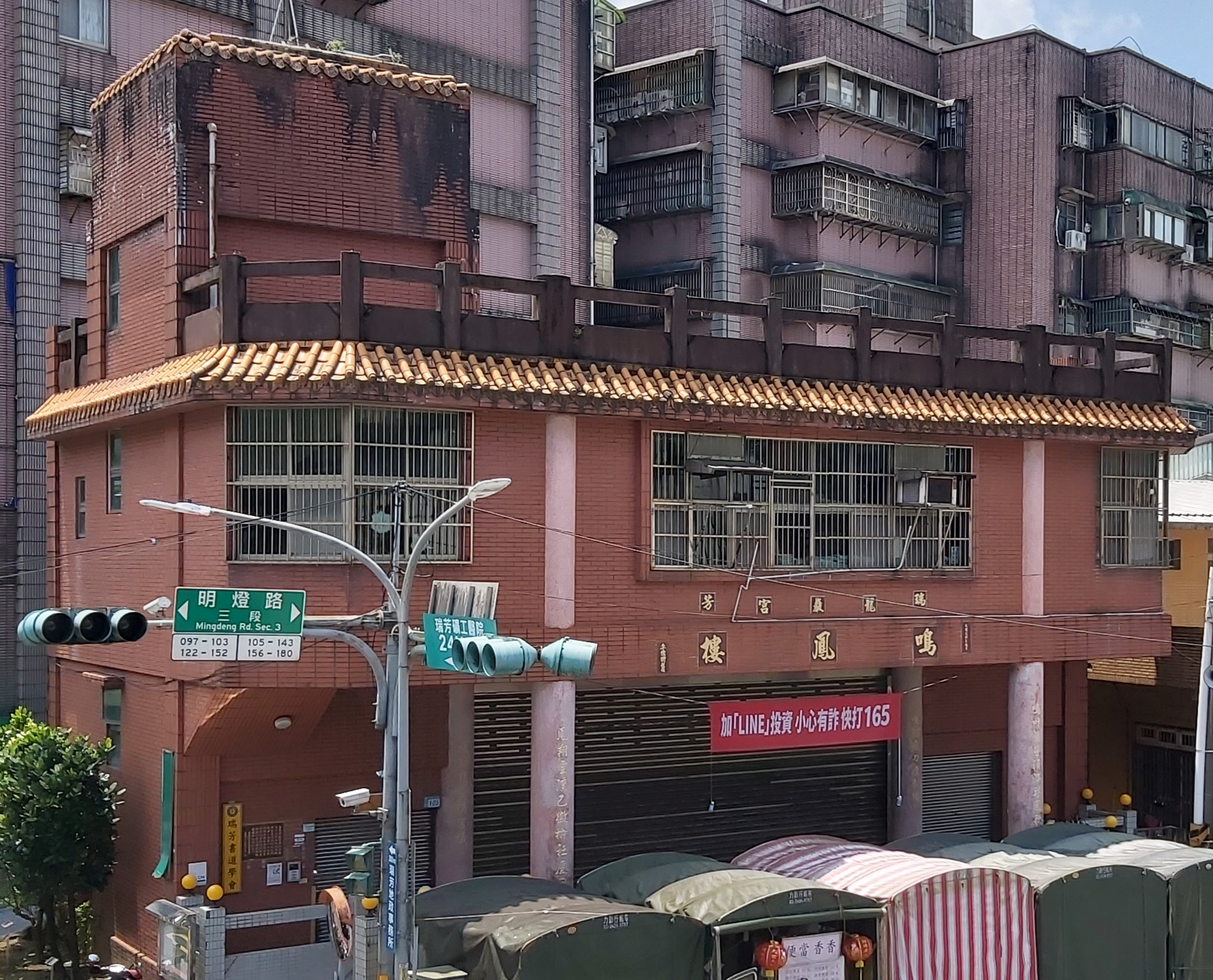
瑞芳龍巖宮鳴鳳樓

- 1997年2月，廟前鳴鳳亭（戲臺）拆除重建。同年9月，前殿（拜殿）拆除重建。

- 1998年5月，廟前鳴鳳亭（戲臺）改建成地面二層地下一層式樓房，改名為「鳴鳳樓」。8月，原借子平樓二樓龍川托兒所，改借「鳴鳳樓」樓上上課。

- 1999年2月，前殿（拜殿）改建完成，正面花堵、龍柱雕刻及地板，全部採用大陸青斗石石材。

- 2000年10月，信徒大會中，李儒衛先生當選本宮管理委員會第三屆主任委員。

- 2001年12月，主任委員李儒衛先生仙逝，於2002年2月改選主任委員，由陳維添先生續任本宮管理委員會第三屆主任委員。

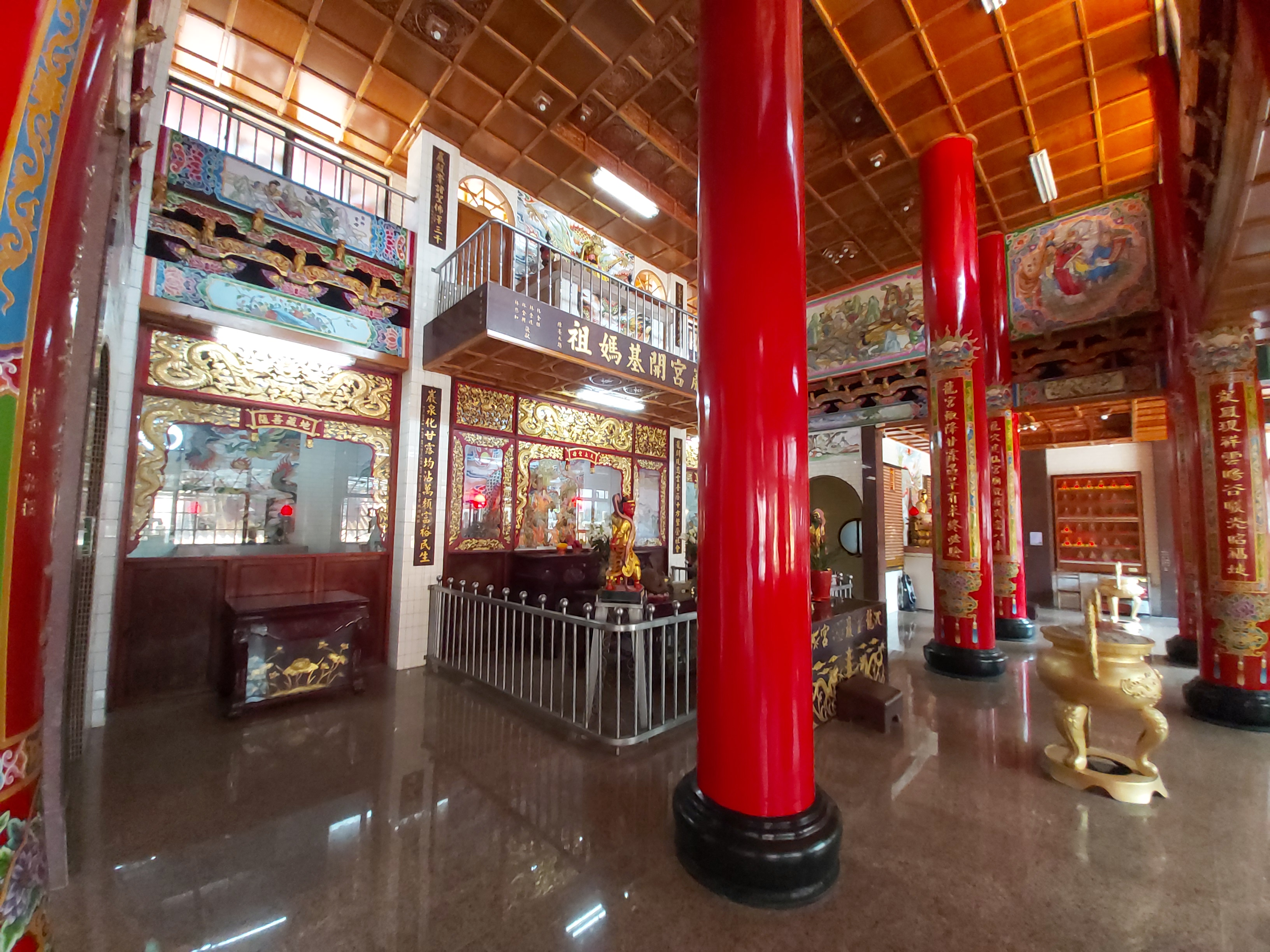
二樓神殿室內

- 2004年7月，大殿內部改修至12月下旬整修完成。12月，信徒大會陳維添先生當選本宮第四屆主任委員。

- 2005年6月，舉辦建廟50週年清水祖師聖誕擴大慶典活動。

- 2006年8月，中庭天棚整修完成。

- 2008年12月，信徒大會中，陳維添先生當選本宮管理委員會第五屆主任委員。

- 2009年3月，大陸祖師來台安座20週年（1989年安座），回鑾福建省安溪市安溪祖厝。同年12月主委-陳維添先生仙逝。

- 2010年1月，信徒大會改選主任委員，由李正勛先生續任本宮管理委員會第五屆主任委員。6月，本宮大殿二樓天花板改修及神像整修。

- 2012年12月，信徒大會改選第六屆管理委員暨監察委員，由李正勛先生當選本宮管理委員會第六屆主任委員。

- 2016年12月，信徒大會改選第七屆管理委員暨監察委員，由李葉玉英女士當選本宮管理委員會第七屆主任委員，另於會中敬邀卸任主委李正勛擔任榮譽主任委員。